# Parasitaphelenchus papillatus
Parasitaphelenchus papillatus är en rundmaskart. Parasitaphelenchus papillatus ingår i släktet Parasitaphelenchus och familjen Aphelenchidae. Inga underarter finns listade i Catalogue of Life.